# 徐金龙
徐金龙（1952年—），籍贯江苏太仓，生于上海，中华人民共和国外交官，曾任中华人民共和国驻塔马塔夫领事。

## 生平
1974年，推荐入读南京大学法学系，毕业以后进入中华人民共和国外交部工作，先后派驻驻卢旺达大使馆、驻阿尔及利亚大使馆、驻马里大使馆和驻毛里塔尼亚大使馆任职。2007年4月，出任中华人民共和国驻塔马塔夫领事。2011年2月，自驻塔马塔夫领事离任。2012年退休。